# Tensión circunferencial

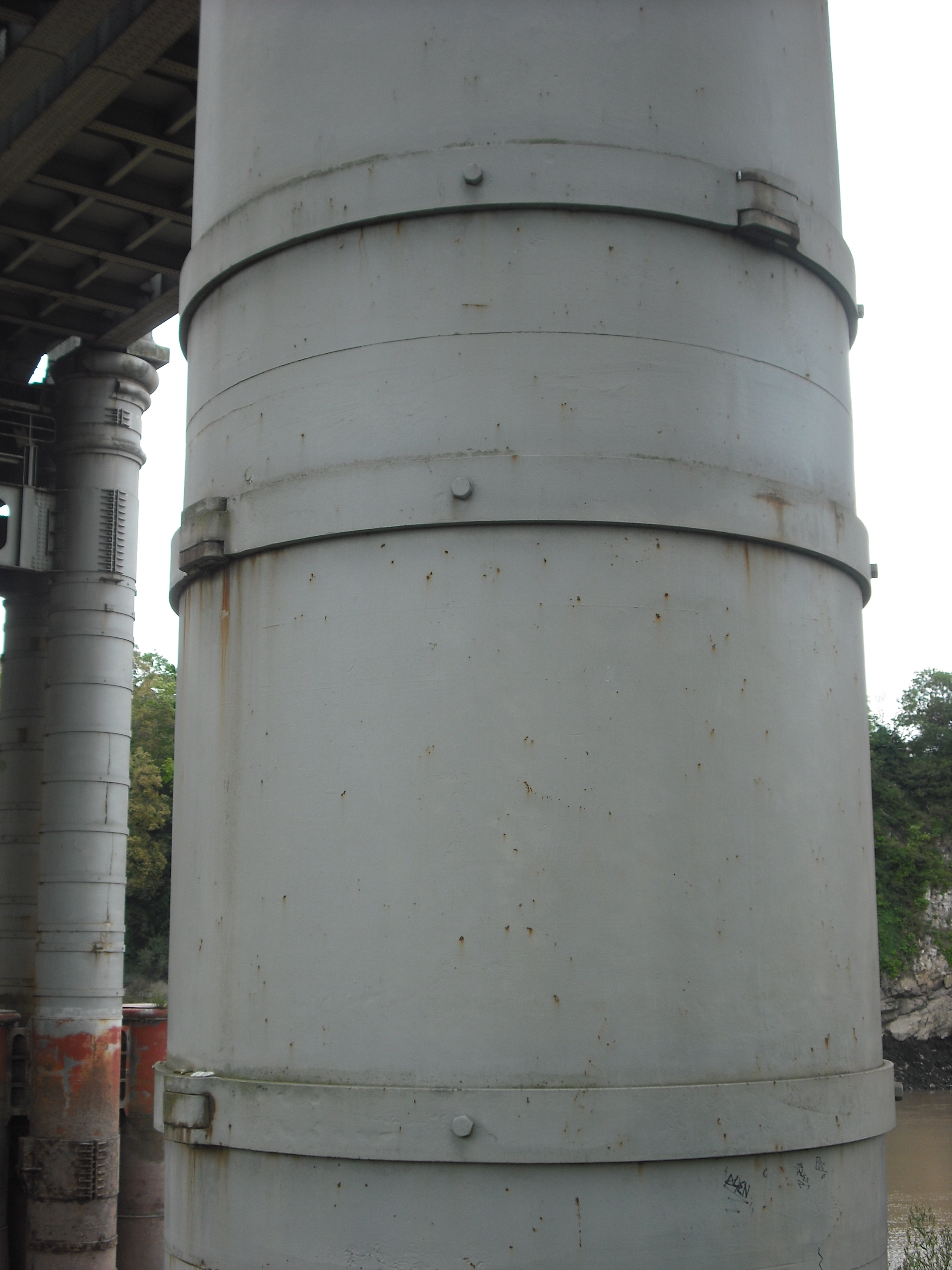
Pilar de hierro fundido del Puente Ferroviario de Chepstow 1852. Aros articulados de hierro forjado (más resistente a la tensión que fundición) para resistir las tensiones circunferenciales.

La tensión circunferencial es un tipo de esfuerzo mecánico de elementos de forma cilíndrica o esférica, como resultado de una presión interna o externa.
Un ejemplo clásico de la tensión circunferencial es la tensión aplicada a las bandas de hierro, o los aros de madera, de un barril. En una recta, cerrada tubería, cualquier fuerza aplicada a la pared del tubo cilíndrico por una presión diferencial en última instancia, da lugar a tensiones de aro. De manera similar, si la tubería tiene tapones planos finales, cualquier fuerza aplicada a ellos por la presión estática inducirá una perpendicular tensión axial en la pared del tubo mismo. Las secciones finas tienen a menudo insignificantemente pequeña tensión radial, pero modelos precisos de paredes más gruesas, cáscaras cilíndricas, deben tenerse en cuenta tales tensiones.

## Definiciones
Uno de los tipos de esfuerzos mecánicos es la tensión circunferencial, que se surge en objetos con simétricas rotacional. Esta fuerza está contenida en el plano perpendicular al eje de simetría y es perpendicular al radio del objeto. La sufren cada párticula de la pared del cilindro en ambas direcciones. En general no tiene porque ser igual en todo el espesor sino que puede variar. Se representa por σθ

## Introducción

Fig 1. esfuerzo radial en un tubo.

Si consideramos un tubo de radio interno r de espesor de pared e y una longitud l lleno de un fluido a una presión P, como muestra la fig. 1. Para simplificar vamos a considerar la longitud unitaria l = 1. Descomponemos la presión que por el principio de Pascal es igual en una componente horizontal y otra vertical. Las componentes verticales son simétricas y se anula. Y solo queda la horizontal de valor la presión. multiplicando P por la proyección de la superficie 2r·l, y como consideramos l=1, tenemos una fuerza de por unidad de longitud de 2·r·P. Como el tubo esta en equilibrio la suma de fuerzas debe ser cero, y por la simetría del problema consideramos que cada pared del tubo realiza la mitad de fuerza r·P. Si consideramos que el esfuerzo se distribuye uniformemente dentro de la pared tenemos un esfuerzo σθ =r·P/e. De esta expresión se ve que aunque la presión se mantenga el esfuerzo a que está sometido la pared del tubo depende del radio, a mayor radio mayor esfuerzo. Para considerar que el esfuerzo se distribuye de forma uniforme la relación entre el radio y el espesor debe ser mayor de 10, según otros autores de 20. Si la relación radio espesor es menor aunque la fuerza total a soportar es la calculada no se puede suponer una distribución uniforme de la tensión dentro del espesor de la pared existen zonas donde la tensión es mayor de la media. Y los esfuerzos cortantes no se pueden ignorar.

Fig 2. esfuerzo en un depósito bajo presión.

Cuando en vez de un tubo estudiamos un depósito bajo presión además de la fuerza tangencial estudiada en el caso anterior surge una axial generada por la presión sobre las tapas laterales del depósito de magnitud la superficie lateral por la presión.
{\displaystyle \sigma _{z}={\dfrac {F}{A}}={\dfrac {Pr^{2}}{(r+e)^{2}-r^{2}}}\ }
El esfuerzo total es la suma vectorial de ambos. 

## Relación con la presión interna

### Hipótesis de la pared delgada
El supuesto de pared delgada para ser válido en un recipiente esta debe tener un espesor de pared de no más de aproximadamente una décima parte (a menudo citada como un veinteavo) de su radio. Esto permite que para el tratamiento de la pared como una superficie, y posteriormente usando la ecuación de Laplace-Young estimar de la tensión circunferencial creado por una presión interna en un recipiente a presión cilíndrico de pared delgada:
{\displaystyle \sigma _{\theta }={\dfrac {Pr}{e}}\ } (Para un cilindro)
{\displaystyle \sigma _{\theta }={\dfrac {Pr}{2e}}\ } (Para una esfera)
donde
- P es la presión interna
- e es el espesor de la pared
- r es el radio interior del cilindro.
- {\displaystyle \sigma _{\theta }\!} es la tensión circunferencial.

La ecuación de tensión circunferencial de membranas delgadas es también válido para contenedores aproximadamente esféricos, incluyendo células de plantas y bacterias en la que el interior de la presión de turgencia puede llegar a varias atmósferas.
En el SI para P son pascales (Pa), mientras que t y d = 2 r son en metros (m) en el sistema pulgada-libra-segundo (IPS) unidades de P son libras de presión por pulgada cuadrada (psi). Unidades para t y d son pulgadas (in). .
Cuando el recipiente se ha cerrado termina actúa la presión interna sobre ellos para desarrollar una fuerza a lo largo del eje del cilindro. Esto se conoce como la tensión axial y es usualmente menor que la tensión circunferencial.
{\displaystyle \sigma _{z}={\dfrac {F}{A}}={\dfrac {Pd^{2}}{(d+2e)^{2}-d^{2}}}\ }
Aunque esto puede ser aproximado a
{\displaystyle \sigma _{z}={\dfrac {Pr}{2e}}\ }
que resulta ser aproximadamente la mitad de la tangencial.

### Recipientes de paredes gruesas

Esfuerzos.

Cuando el cilindro tiene una relación r / t de menos de 10 (a menudo citada como 20) las ecuaciones de cilindro de pared delgada, ya no tienen validez, ya las tensiones varían significativamente entre las superficies interior y exterior y el esfuerzo cortante a través de la sección transversal ya no puede ser despreciado.
Para el cálculo de las tensiones y presiones se deben utilizar un conjunto de ecuaciones conocidas como ecuaciones de Lamé.
{\displaystyle \sigma _{r}=A-{\dfrac {B}{r^{2}}}\ }
{\displaystyle \sigma _{\theta }=A+{\dfrac {B}{r^{2}}}\ }
donde
- A y B son constantes de integración, que pueden ser descubiertas a partir de las condiciones de contorno
- r es el radio en el punto de interés (por ejemplo, en la paredes interiores o exteriores)

A y B se pueden encontrar mediante la inspección de las condiciones de contorno.

## Relación con las presiones exteriores
Los resultados de las fórmulas son válidos cuando la que actúa es una presión exterior superior a la interior, como puede ser el caso de los submarinos. Pero en este caso los esfuerzos cambian de sentido, en vez de intentar separar las partículas las intenta acercar. En estos casos hay que tener en cuenta no solo la resistencia sino la estabilidad de la estructura ya que puede colapsar antes de llegar al esfuerzo de rotura al igual que las columnas esbeltas pueden flexar antes de alcanzar la carga de rotura. 
Cuando tubo es sometido a esfuerzos de compresión por sus extremos también aparecen una tensión circunferencial que intenta aumentar su diámetro.

## Resultados prácticos

### Ingeniería
La fractura se rige por la tensión circunferencial en ausencia de otras cargas externas, ya que es el más grande de tensión principal. Tenga en cuenta que un aro experimenta la mayor tensión en su interior (el exterior y el interior de la experiencia de la misma cepa total, que sin embargo está distribuida en diferentes circunferencias), grietas en las tuberías donde teóricamente debe comenzar desde el interior de la tubería. Por ello, las inspecciones de tubería después de los terremotos suelen suponer el envío de una cámara en el interior de una tubería a inspeccionar para detectar grietas. Cediendo se rige por un esfuerzo equivalente que incluya esfuerzo tangencial y la tensión longitudinal o radial cuando está presente.

### Medicina
En la patología de paredes vasculares o gastrointestinal, la tensión de la pared representa la tensión muscular en la pared del vaso. Como resultado de la ley de Laplace, si un aneurisma se forma en una pared del vaso sanguíneo, el radio del vaso se va incrementado. Esto significa que la fuerza hacia dentro sobre el recipiente disminuye, y por lo tanto el aneurisma continuará expandiéndose hasta que se rompe Una lógica similar se aplica a la formación de divertículos en el intestino.

## Desarrollo histórico de la teoría
El primer análisis teórico de la presión en los cilindros fue desarrollada a mediados del siglo XIX por el ingeniero William Fairbairn, asistido por su analista matemático Eaton Hodgkinson. Su interés inicial fue estudiar el diseño y los fallos de las calderas de vapor. Al principio Fairbairn se dio cuenta de que la tensión circunferencial era el doble de la tensión longitudinal, un factor importante para montar calderas de chapas laminadas unidas por remaches. El trabajo posterior se aplicó a la construcción de puentes, y la invención de la viga tubular. En el puente ferroviario de Chepstow, las pilares de hierro fundido se fortalecen por las bandas evidentes de hierro forjado. La fuerza vertical, longitudinal es una fuerza de compresión, que el hierro fundido es muy capaz de resistir. La tensión circunferencial es sin embargo es a tracción, y se añade hierro forjado con mejor resistencia a la tracción.